# Вулиця Чеська Крошня (Житомир)
Вулиця Чеська Крошня — вулиця в Богунському районі міста Житомир.
Історичний топонім; вулиця названа на честь колишнього села з такою самою назвою.

## Розташування
Бере початок від Покровської вулиці, прямує на захід, до перехрестя з вулицею Вацлава Длоуґи.
Перетинається з вулицями Під'їздною та Перехідною.
Довжина вулиці — 700 метрів.

## Історія
Попередні назви — Заводська та Косіора. Відповідно до розпорядження Житомирського міського голови від 19 лютого 2016 року № 112 «Про перейменування топонімічних об'єктів та демонтаж пам'ятних знаків у м. Житомирі», перейменована на вулицю Чеська Крошня.

## Транспорт
Зупинка «Вулиця Чеська Крошня» на Покровській вулиці:
- Тролейбус № 4, 4А, 6, 12, Н4
- Автобус № 4